# 高铁公园站
高铁公园站是郑州地铁8号线与12号线的地铁换乘站，位于中华人民共和国河南省郑州市郑东新区（行政区划属金水区）平安大道与陈岗街交叉口处，12号线部分于2023年12月20日投入运营，8号线部分于2024年12月29日投入运营。

## 车站结构
高铁公园站分为8号线车站和12号线车站两部分。8号线车站的主体结构位于京广高速铁路西侧、平安大道路南的高铁公园内，呈南北向布置，为地上一层地下二层车站。12号线车站的主体结构位于平安大道地下，呈东西向布置，为地下三层车站。两座车站之间设有三条连接通道，其中两条位于付费区内，用于站内换乘。

### 车站楼层
高铁公园站8号线车站的主体结构为地上一层、地下二层车站，1层（地面）为站厅层，B1层为换乘厅，B2层为站台层。12号线车站的主体结构为地下三层车站，B1层为换乘厅，B2层为站厅层，B3层为站台层。

#### 8号线车站楼层
| 1F  | 站厅     | A、B、E出入口、客服中心、自动售票机、行李检查、闸机、车站控制室 | A、B、E出入口、客服中心、自动售票机、行李检查、闸机、车站控制室 | A、B、E出入口、客服中心、自动售票机、行李检查、闸机、车站控制室 | A、B、E出入口、客服中心、自动售票机、行李检查、闸机、车站控制室 |
| B1F | 换乘厅   | 连接 █ 8号线站台和 █ 12号线站厅                                 | 连接 █ 8号线站台和 █ 12号线站厅                                 | 连接 █ 8号线站台和 █ 12号线站厅                                 | 连接 █ 8号线站台和 █ 12号线站厅                                 |
| B2F | █ 8号线  | 往天健湖方向（郑大一附院东区）                                  | 往天健湖方向（郑大一附院东区）                                  | 往天健湖方向（郑大一附院东区）                                  | 往天健湖方向（郑大一附院东区）                                  |
| B2F | 岛式站台 | 至 █ 12号线站台                                                 | 至换乘厅                                                        | 至站厅                                                          | 卫生间                                                          |
| B2F | █ 8号线  | 往鲁庙方向（畅和街）                                            | 往鲁庙方向（畅和街）                                            | 往鲁庙方向（畅和街）                                            | 往鲁庙方向（畅和街）                                            |

#### 12号线车站楼层
| 1F  | 地面     | C、D出入口                                       | C、D出入口                                       | C、D出入口                                       |
| B1F | 换乘厅   | 连接 █ 8号线站台和 █ 12号线站厅                  | 连接 █ 8号线站台和 █ 12号线站厅                  | 连接 █ 8号线站台和 █ 12号线站厅                  |
| B2F | 站厅     | 客服中心、自动售票机、行李检查、闸机、车站控制室 | 客服中心、自动售票机、行李检查、闸机、车站控制室 | 客服中心、自动售票机、行李检查、闸机、车站控制室 |
| B3F | █ 12号线 | 往梁湖方向（东风东路）                           | 往梁湖方向（东风东路）                           | 往梁湖方向（东风东路）                           |
| B3F | 岛式站台 | 卫生间                                           | 至站厅                                           | 至 █ 8号线站台                                   |
| B3F | █ 12号线 | 往龙子湖东方向（龙子湖西）                       | 往龙子湖东方向（龙子湖西）                       | 往龙子湖东方向（龙子湖西）                       |

### 站厅
高铁公园站的8号线车站和12号线车站各设一座站厅，8号线站厅位于地面，12号线站台位于B2层。两座站厅均设有客服中心、自动售票机、安全检查等设施，且均由闸机和栏杆分隔为付费区和非付费区。两座站厅的付费区均设有自动扶梯、步梯和无障碍电梯，连接对应的站台。8号线站厅和12号线站厅的付费区之间并不直接相连（需经由8号线站台），但非付费区之间设有一条连接通道。在连接通道近B出入口处设有卫生间和母婴室。

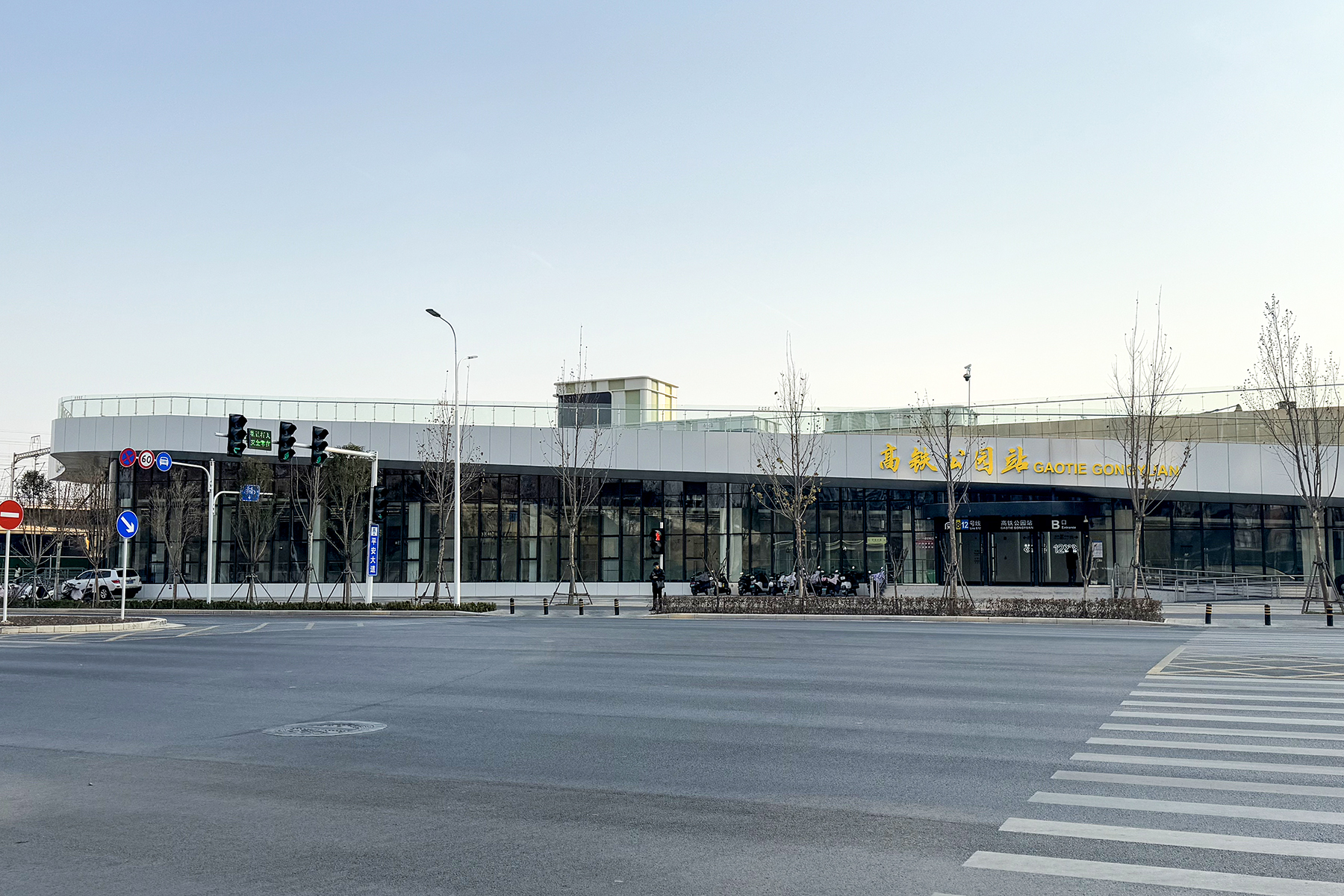
8号线站厅外部
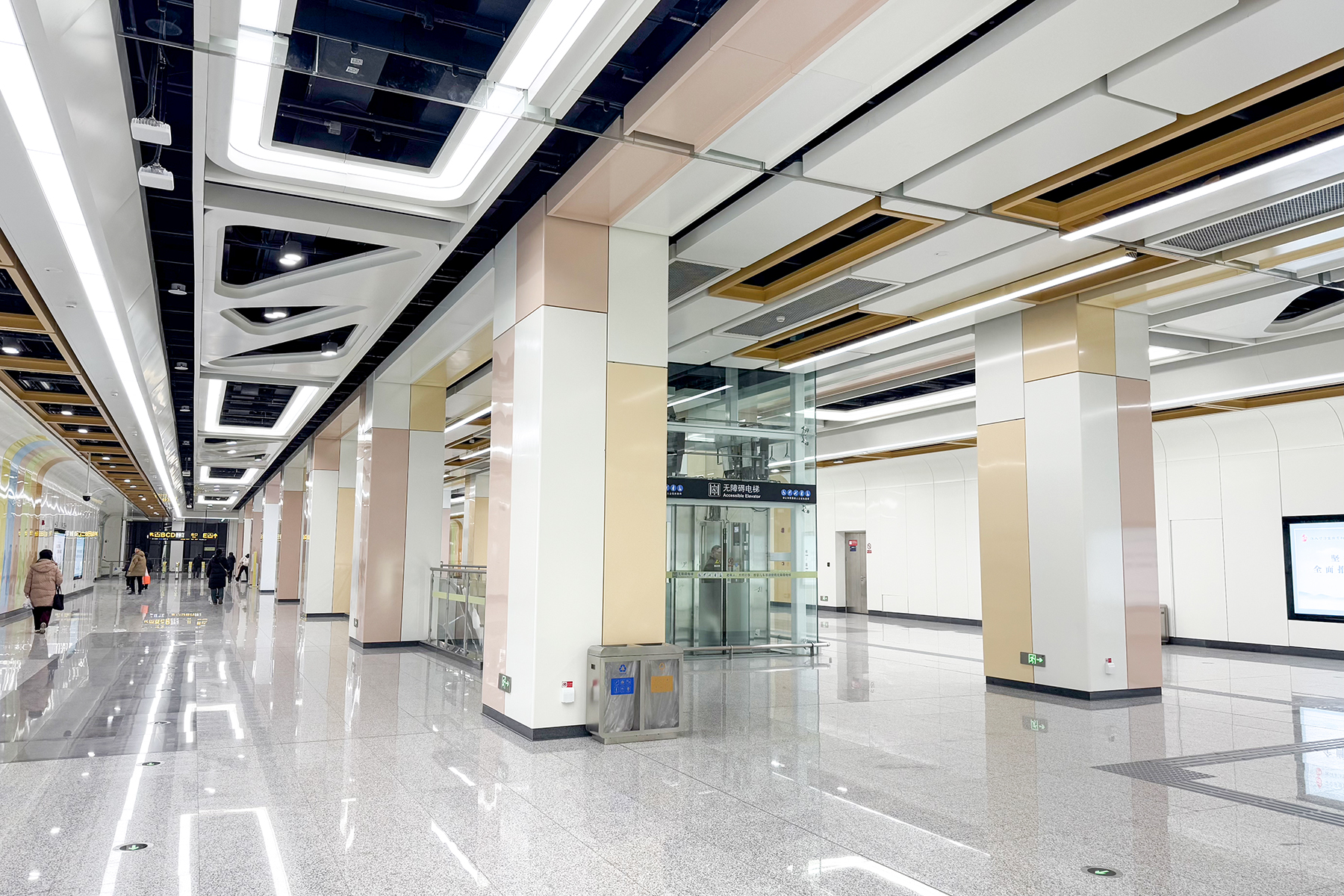
8号线站厅内部
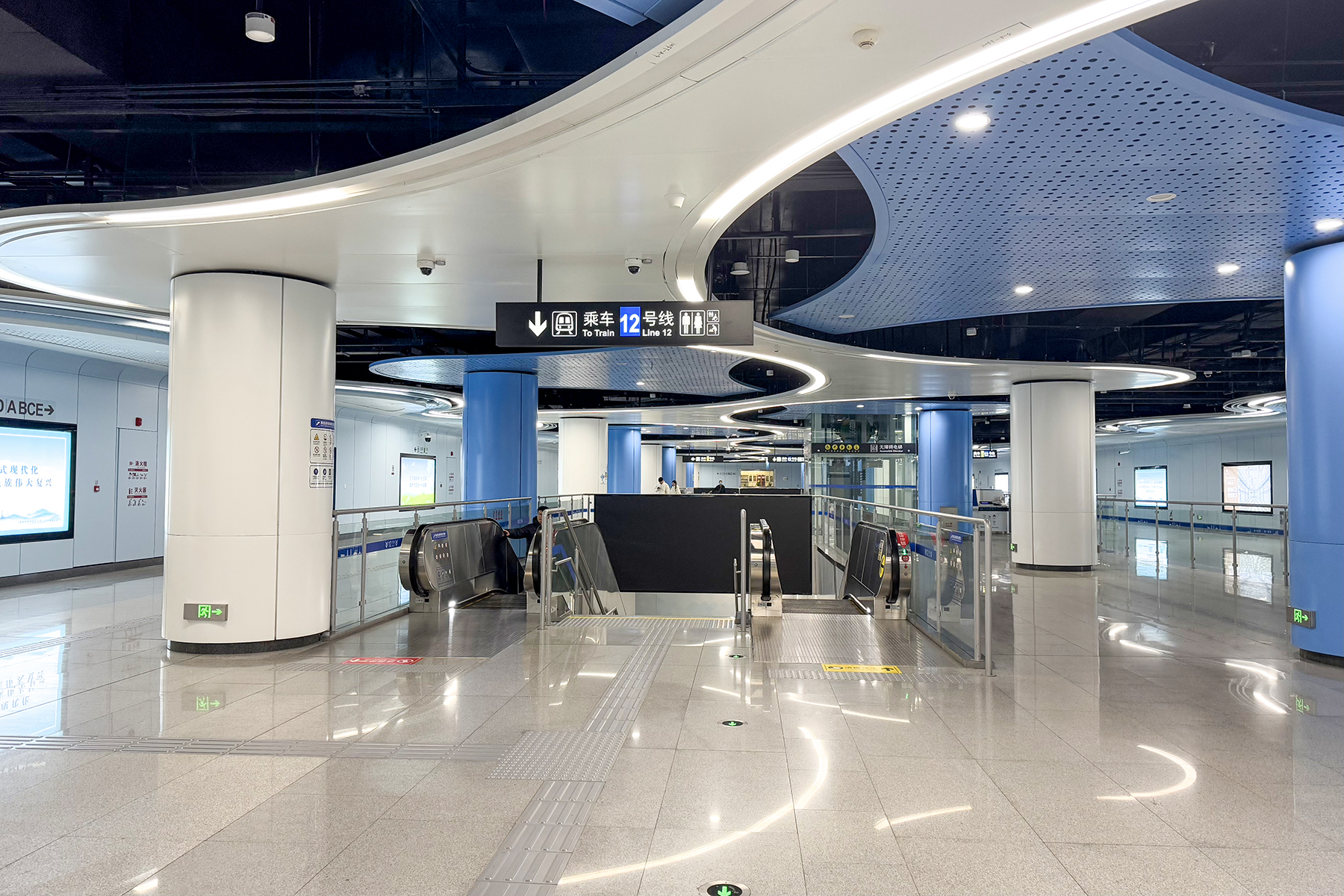
12号线站厅内部

### 站台
高铁公园站的8号线车站和12号线车站各设有一座岛式站台，均安装有高站台门。8号线站台位于B2层，呈南北向，东侧站台面由往天健湖方向列车的使用，西侧站台面由往鲁庙方向的列车使用，站台南端设卫生间和母婴室。12号线的站台位于B3层，为曲线站台，大体呈东西向，略微呈东北-西南向，北侧站台面由往梁湖方向列车的使用，南侧站台面由往龙子湖东方向的列车使用，站台西端设卫生间和母婴室。
8号线站台连接两条换乘通道，一条连接8号线站台北端和12号线站台东端，另一条连接8号线站台中部偏北处和12号线站厅。

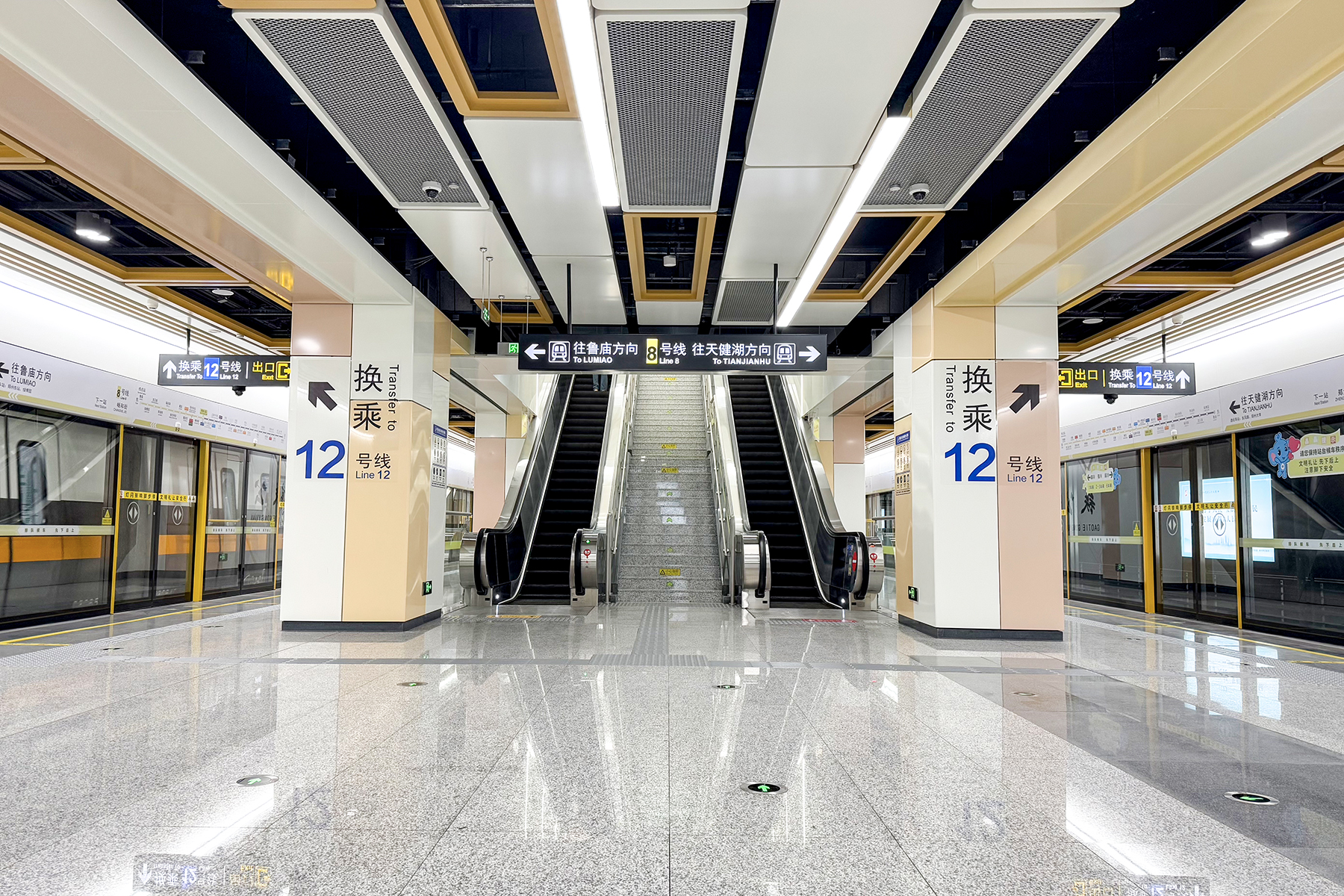
8号线站台
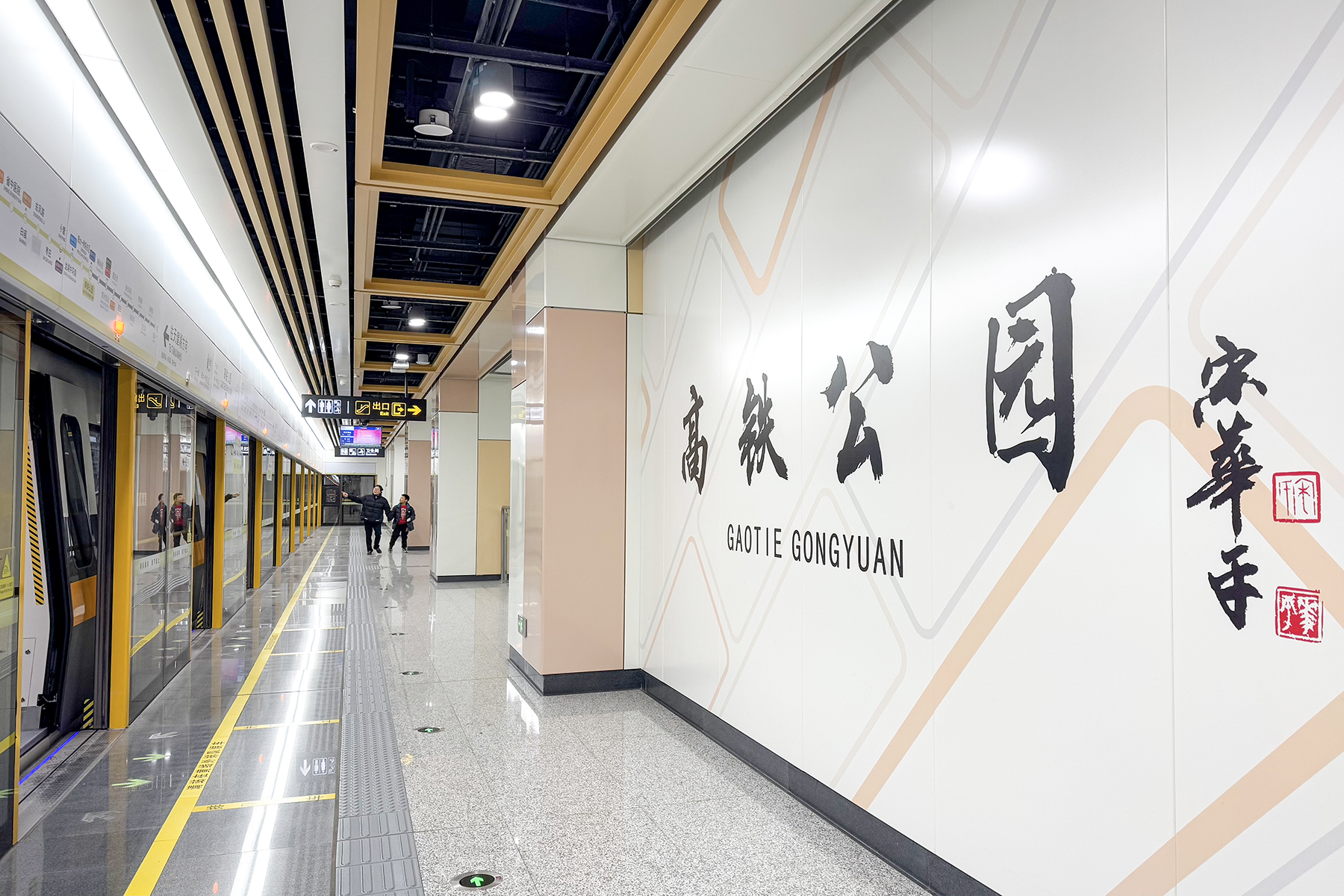
8号线站台上的站名大字壁
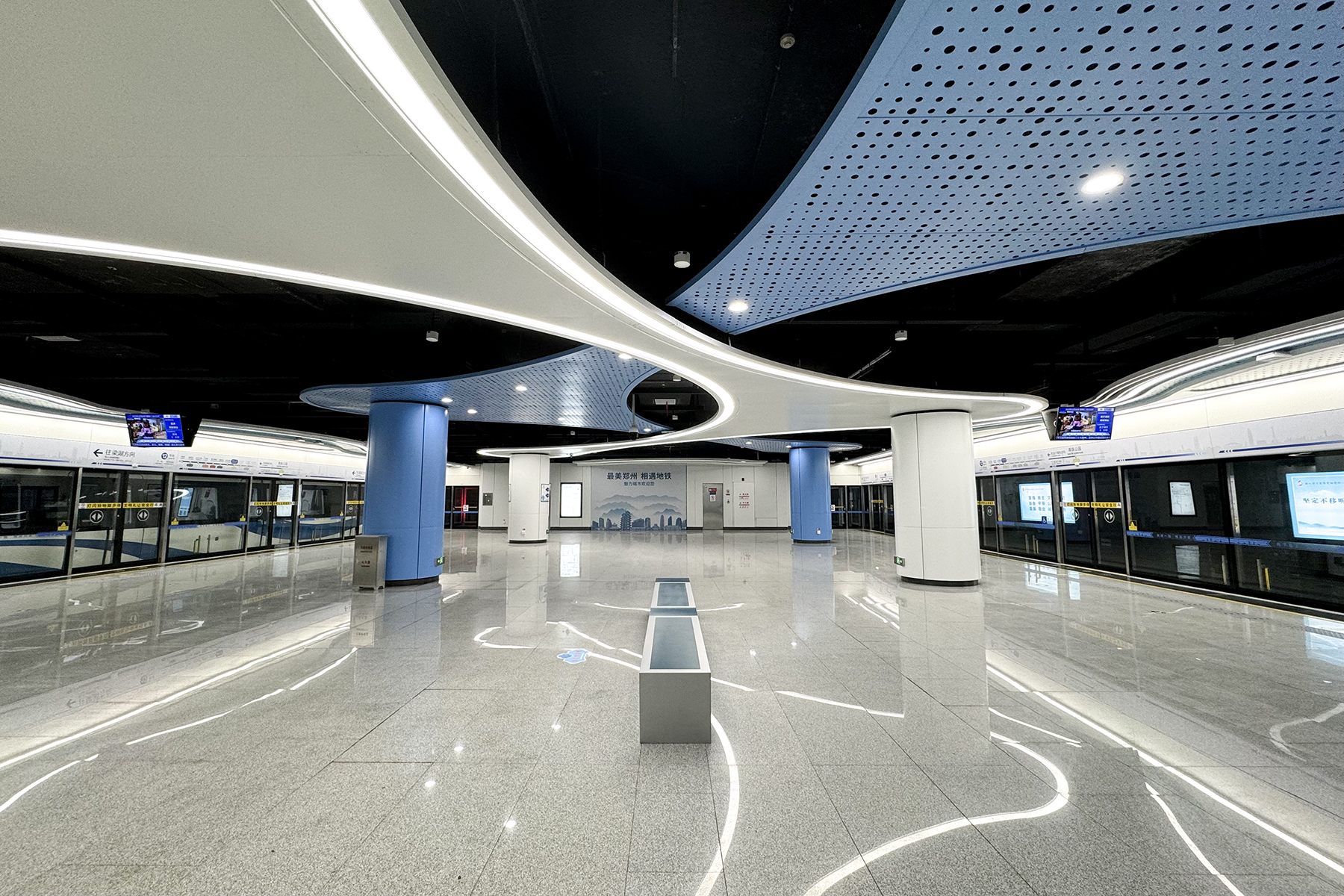
12号线站台
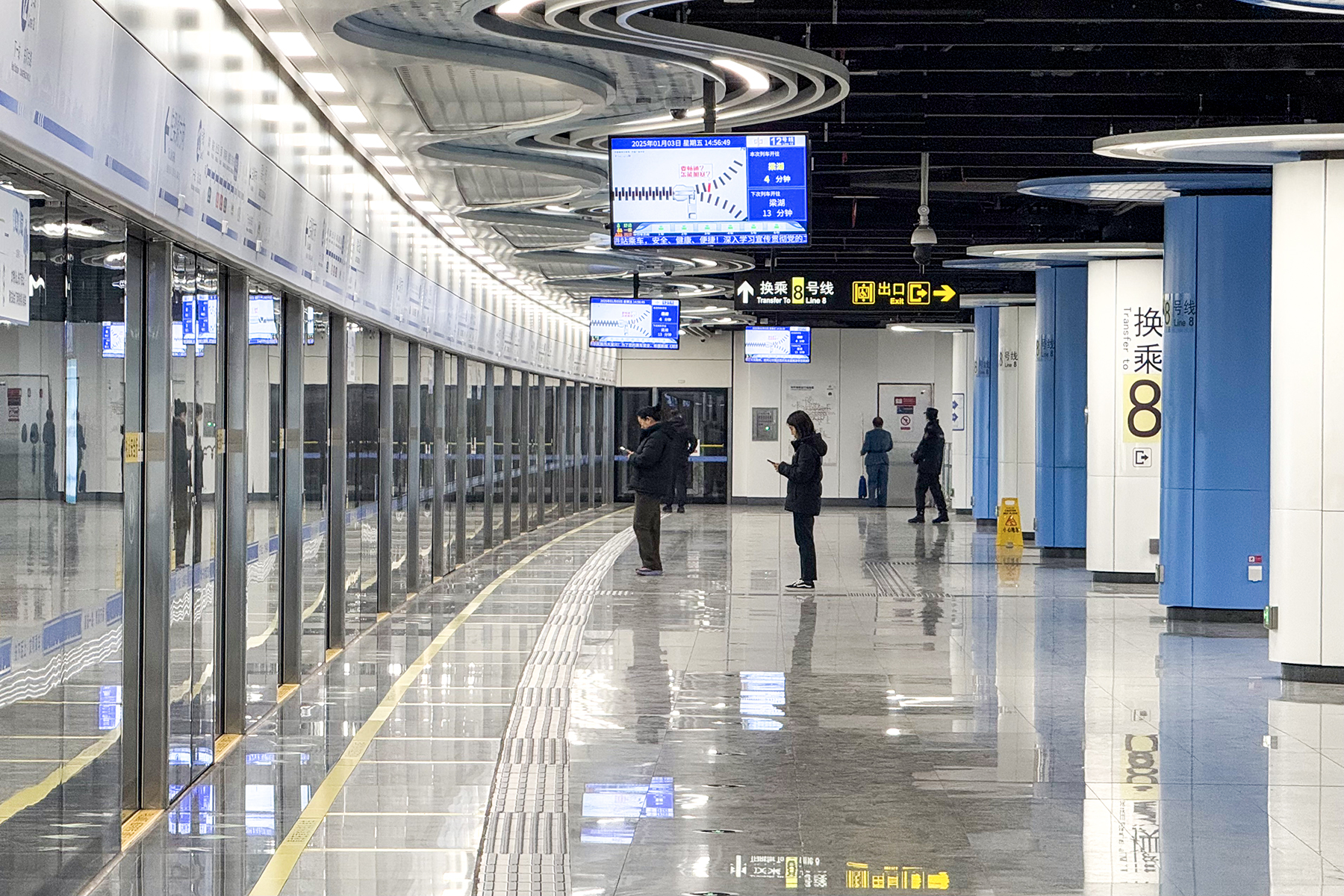
12号线往梁湖方向站台，可见明显的曲线
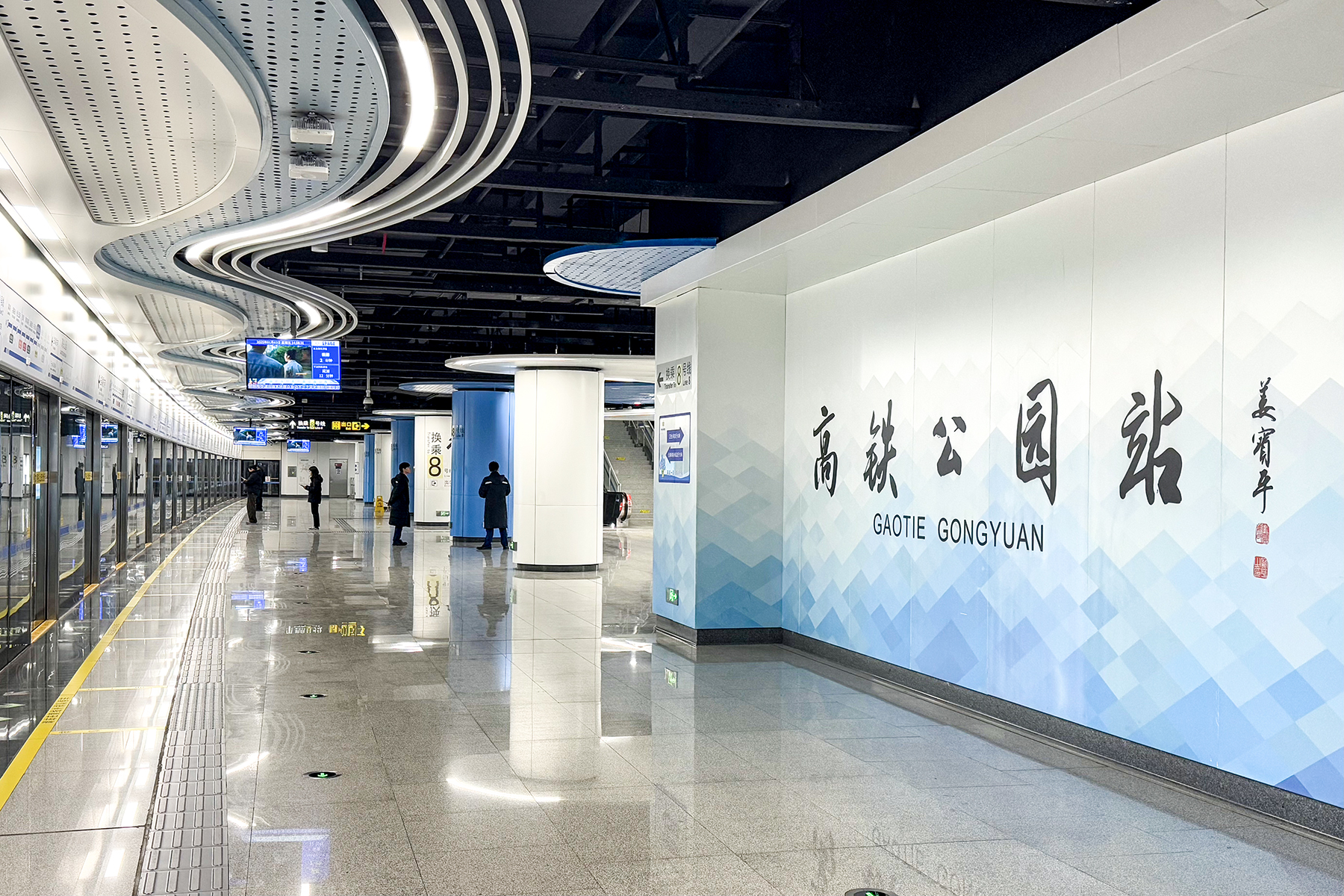
12号线站台上的站名大字壁

### 换乘
高铁公园站采用通道换乘的换乘方式，付费区内设有两条换乘通道，一条连接8号线站台的北端和12号线站台的东端，另一条连接8号线站台和12号线站厅。因两座站厅仅在非付费区之间设有连接通道，付费区之间并不直接相连，故乘客不能经由8号线站厅进行站内换乘，但因12号线站厅的付费区与8号线站台连通，乘客也可经由12号线站厅进行换乘。

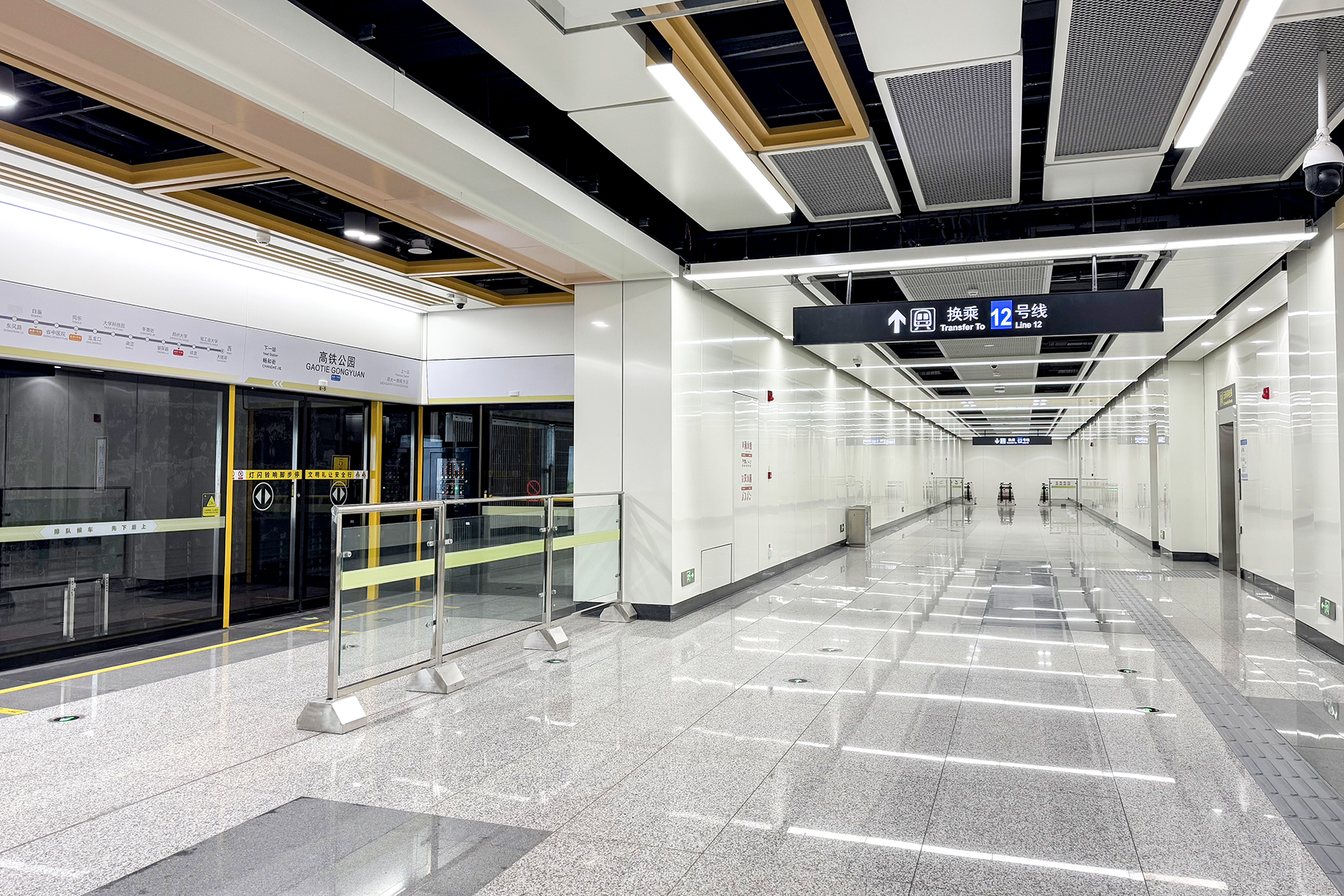
8号线站台北端的换乘通道口
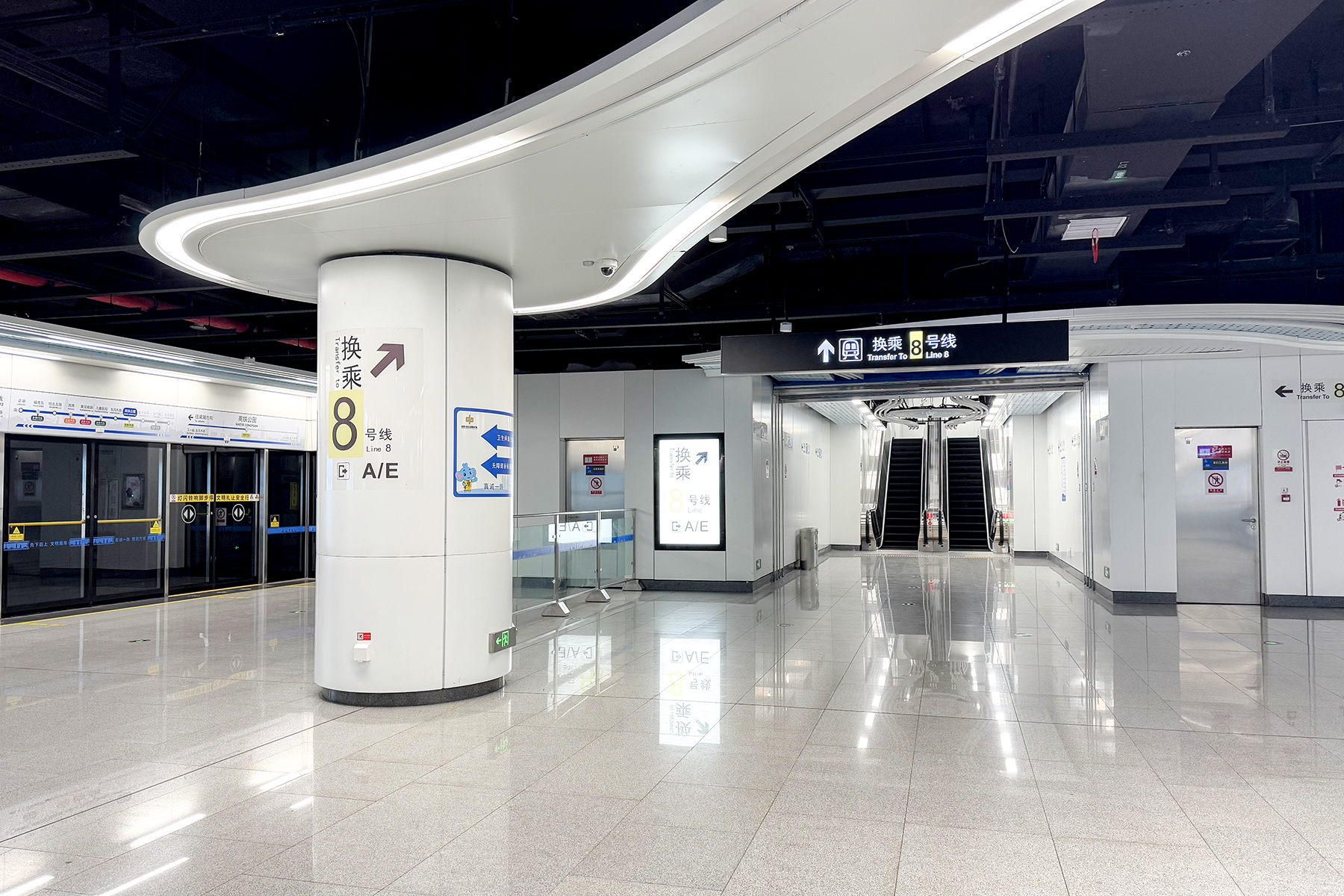
12号线站台东端的换乘通道口
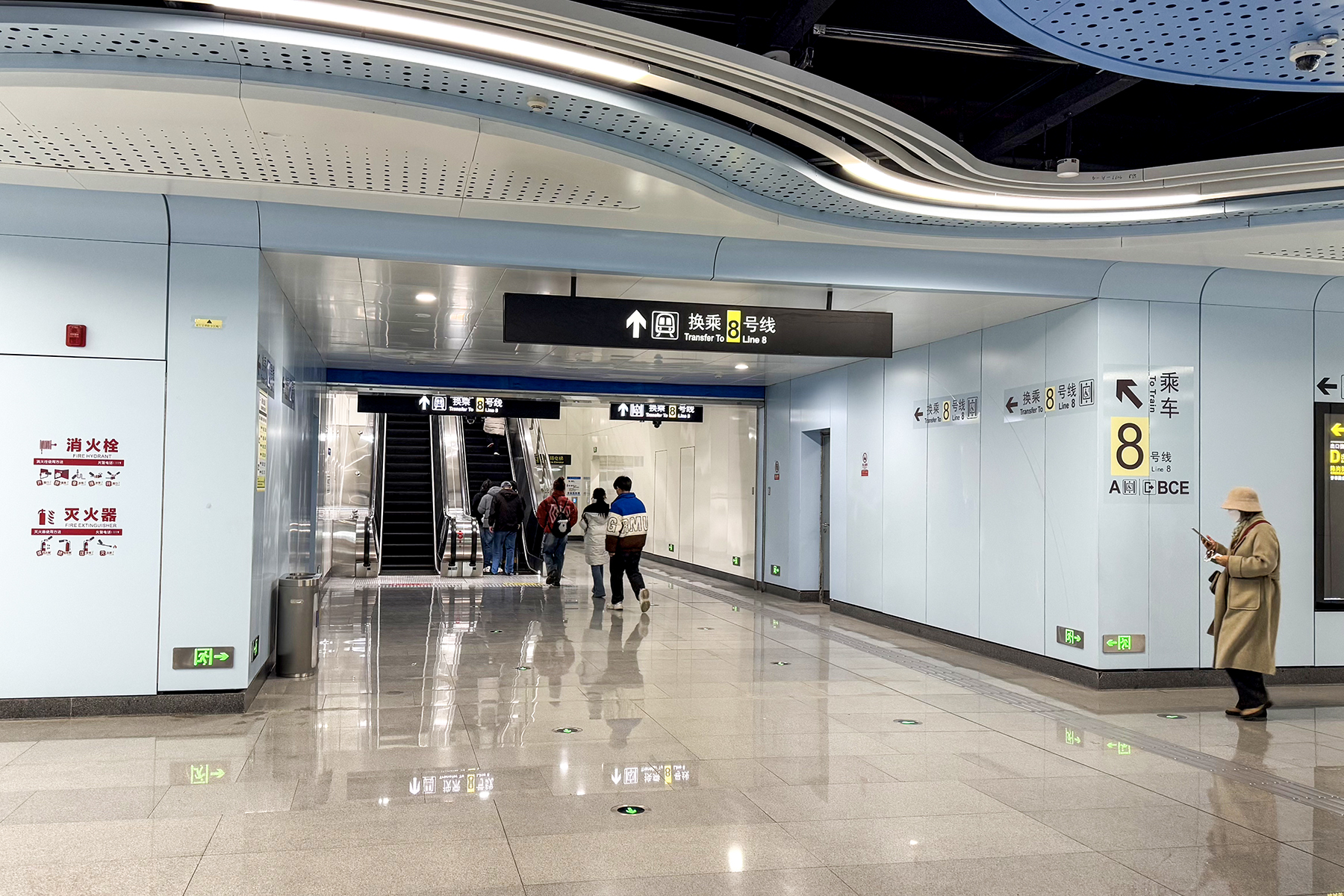
12号线站厅连接8号线站台的换乘通道

### 出入口
高铁公园站设有A、B、C、D、E共5个出入口，其中A口位于平安大道以南的高铁公园内，B、E口位于平安大道南侧，C口位于平安大道北侧，D口位于平安大道与陈岗街交叉路口的东北角。A、E口连接8号线站厅，C、D口连接12号线站厅，B口位于两座站厅非付费区的连接通道处，可连接两座站厅，C口设有无障碍电梯。
该站各出入口的信息如下表所示。
| 平安大道彩云东桥 | 平安大道彩云东桥 | 平安大道彩云东桥 | 平安大道彩云东桥   | 平安大道彩云东桥 |
| 编号             | 路线             | 路线             | 路线               | 备注             |
| ---------------- | ---------------- | ---------------- | ------------------ | ---------------- |
| 166              | 农业路中州大道   | ⇆                | 市体育中心         |                  |
| 262              | 八堡汽配城       | ⇆                | 郑州东站           |                  |
| 265              | 博学路公交站     | ⇆                | 紫荆山花园路       |                  |
| S137             | 河南牧业经济学院 | ⇆                | 郑东新区郑大一附院 |                  |

| 平安大道彩云东桥 | 平安大道彩云东桥 | 平安大道彩云东桥 | 平安大道彩云东桥 | 平安大道彩云东桥 |
| 编号             | 路线             | 路线             | 路线             | 备注             |
| ---------------- | ---------------- | ---------------- | ---------------- | ---------------- |
| 166              | 农业路中州大道   | ⇆                | 市体育中心       |                  |
| 265              | 博学路公交站     | ⇆                | 紫荆山花园路     |                  |
| S132             | 郑州东站         | ⇆                | 龙泽东路龙沄路   |                  |

| 龙翔七街平安大道 | 龙翔七街平安大道 | 龙翔七街平安大道 | 龙翔七街平安大道   | 龙翔七街平安大道 |
| 编号             | 路线             | 路线             | 路线               | 备注             |
| ---------------- | ---------------- | ---------------- | ------------------ | ---------------- |
| 262              | 八堡汽配城       | ⇆                | 郑州东站           |                  |
| S132             | 郑州东站         | ⇆                | 龙泽东路龙沄路     |                  |
| S137             | 河南牧业经济学院 | ⇆                | 郑东新区郑大一附院 |                  |

## 历史
高铁公园站于2023年12月20日随12号线一期开通运营而启用。2024年12月29日，郑州地铁8号线一期开通运营，该站成为8号线与12号线的换乘站。